# ロル州
ロル州(ロルしゅう、英語：Lol State)は、南スーダン北西部のバハル・アル・ガザール地方西端にかつて存在した州。2015年成立、2020年廃止。
2014年の人口は65万140人。
州都はラガ。

## 隣接州
- 北：南ダルフール州、東ダルフール州
- 東：東アウェル州、アウェル州、ワーウ州
- 南：オー・ムボム州
- 西：オート・コト州、バカガ州[4]

## 行政区画
以下の11郡から成る。
- エリ郡
- クル郡
- 東ゴムジュエー郡
- 西ゴムジュエー郡
- 東コロク郡
- 西コロク郡
- マジャクバイ郡
- マリアルバイ郡
- 中マルアル郡
- 北マルアル郡
- リンギ郡[2]

## 主要都市
- ラガ：州都
- ゴッシンガ
- デイム・ズベイー（英語版）[5][6]